# FirstMerit Bank Pavilion
Ne doit pas être confondu avec FirstMerit Tower.

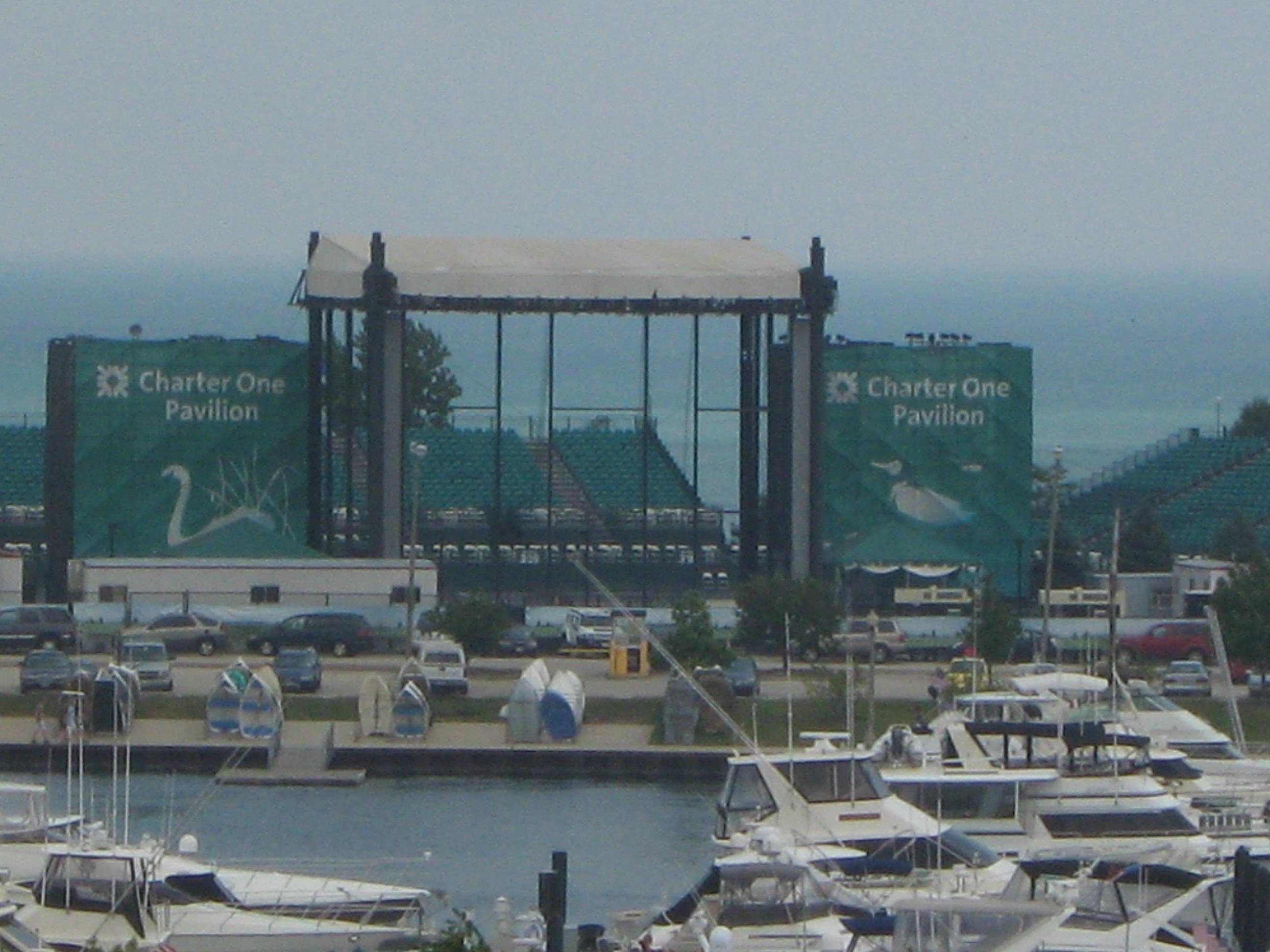
Charter One Pavilion à Chicago, 2009

Le FirstMerit Bank Pavilion est une salle située à Chicago qui accueille des concerts et des spectacles en plein air. Elle se trouve sur l'île de Northerly Island à proximité du centre-ville de Chicago, dans la partie nord du terrain où se trouvait l'ancien aéroport d'aviation générale Meigs Field. La construction a débuté en 2005. La salle a une capacité d'accueil d'environ 7500 personnes et accueille de nombreux artistes musicaux et différents spectacles.
En raison d'une entente de règlement faite par la ville de Chicago pour préserver la nature de Northerly Island, le FirstMerit Bank Pavilion est une structure démontable et temporaire. Elle doit être assemblée et démontée pour chaque printemps et automne de l'année.